# 保良局蕭漢森小學
保良局蕭漢森小學（英語：Po Leung Kuk Siu Hon Sum Primary School），為香港一所位於沙田區的津貼小學，於1980年創辦，由安利（蕭氏）建築有限公司負責人蕭漢森贊助辦學經費予保良局而成立。

## 歷史
此校於1980年在穗禾苑的一所「火柴盒」小學校舍創立，並於同年3月11日由房屋司施恪主持開幕典禮。開辦初年，此校僅設有上午校，至1983年增設下午校，並於十年後獲准合併上、下午校，於1994年起實施全日制。
受制於現有的校舍空間不足，此校於2019年申請遷校，並獲分配位於同區星凱·堤岸的預留建校用地。新校舍已於2024年尾建成，同年12月尾遷入，並於2025年3月7日舉行啟用典禮。

## 歷任校長

### 上午校
- 伍鎮駢先生（1980年-1994年，創校校長）

### 下午校
- 黃生明女士（1983年-1988年，下午校創校校長，由同系保良局小學調任，後再調至同系莊啟程小學下午校）
- 黃成焯先生（1988年-1992年，後調至同系梁周順琴小學下午校）[6]
- 呂焯權先生（1992年-1993年，後調至同系何壽南小學上午校）[7]
- 陸潔華女士（1993年-1994年，下午校末任校長，由同系何壽南小學下午校調任，轉全日制後調任同系莊啟程小學上午校）[8]

### 全日
- 伍鎮駢先生（1994年-2005年）
- 張炳堅先生（2005年-2024年）
- 李志成先生（2024年起，現任校長）

## 校舍

### 穗禾苑舊校舍
原有校舍為一座後期設計的「火柴盒」小學，佔地約2,000平方米，設24間課室及各種特別室，另附一個泳池。
學校早期設有5個籃球場及一個足球場，2000年將其中3個籃球場改建成25米長游泳池，擁有4條泳線，成為校內一大特色。
此校亦是區議會及立法會選舉中，穗禾選區的指定投票站。
隨著新校於2024年落成，此校舍已交還予房屋署，長遠用作公營房屋發展。

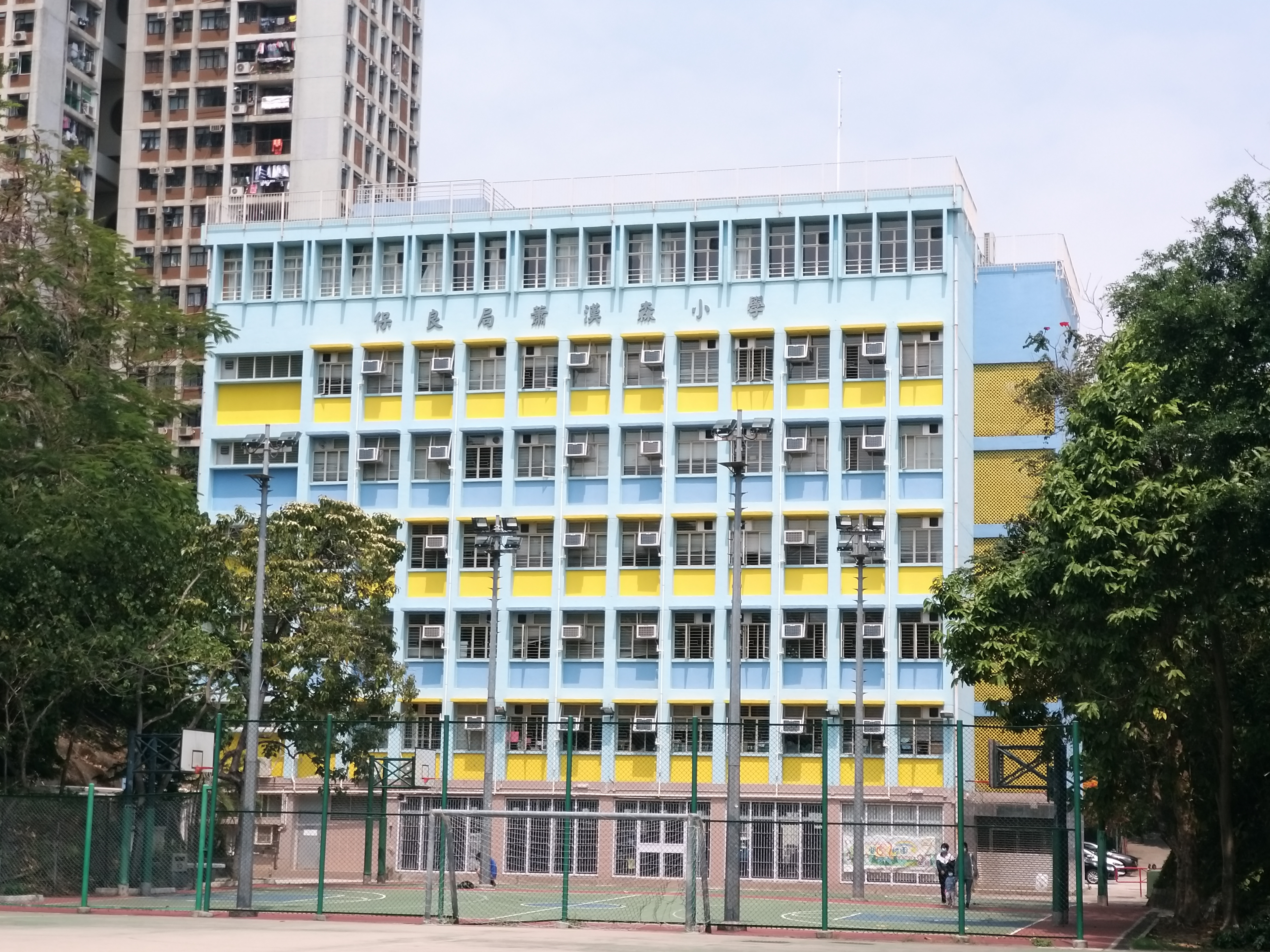

### 坳背灣街現存校舍
此校的現存校舍位於火炭坳背灣街、毗鄰星凱·堤岸的預留用地內，為一座後千禧校舍，佔地4,716平方米，設24間課室及各種特別室。
該校舍由巴馬丹拿設計，聯力建築承建。遷建計劃已於2021年9月交付立法會審議，並於同年11月動工。
值得一提的是，此校為全港首四座採用預製組件技術興建的後千禧校舍之一。

#### 施工圖集

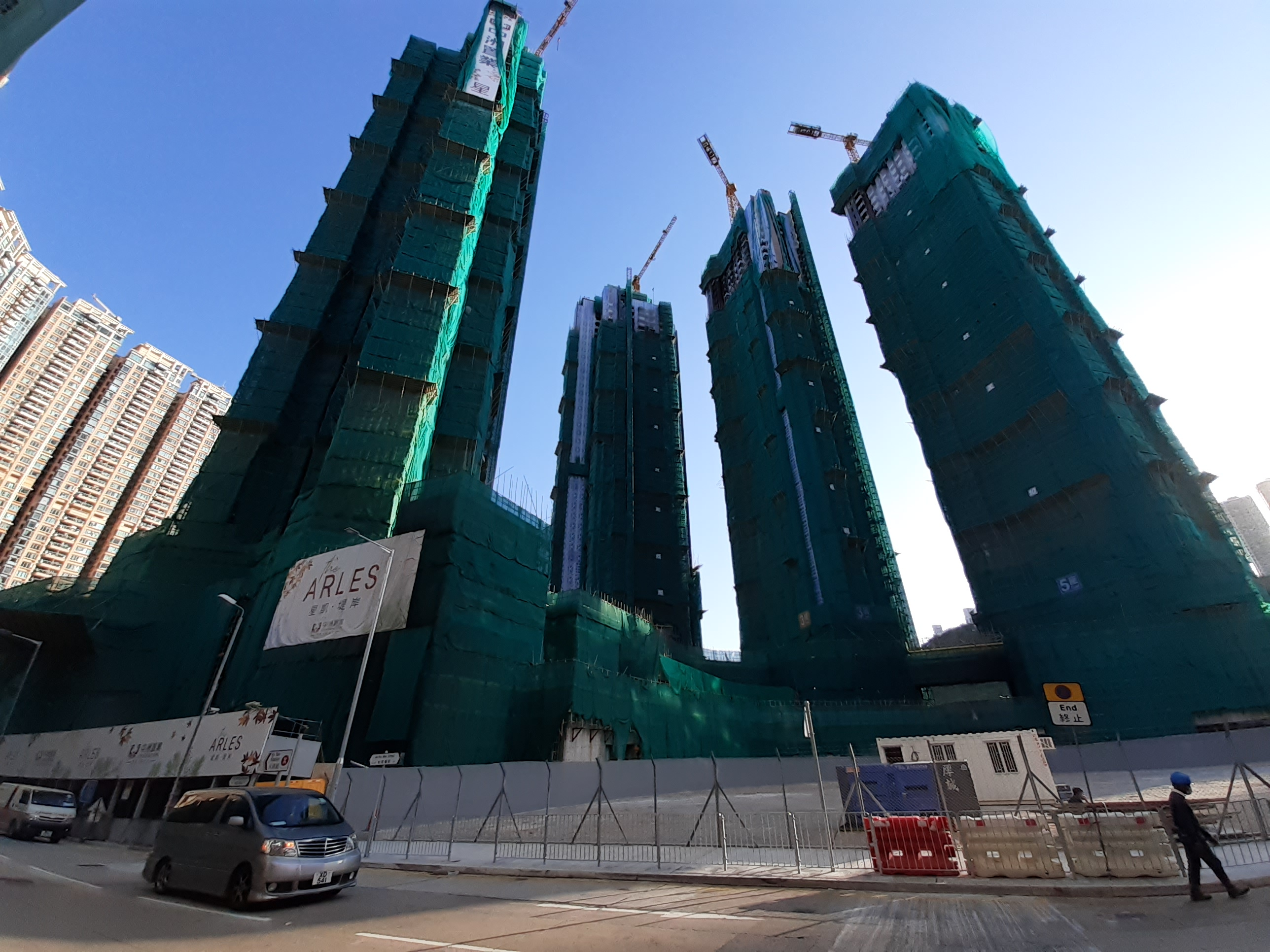
即將動工的新校用地，2021年11月
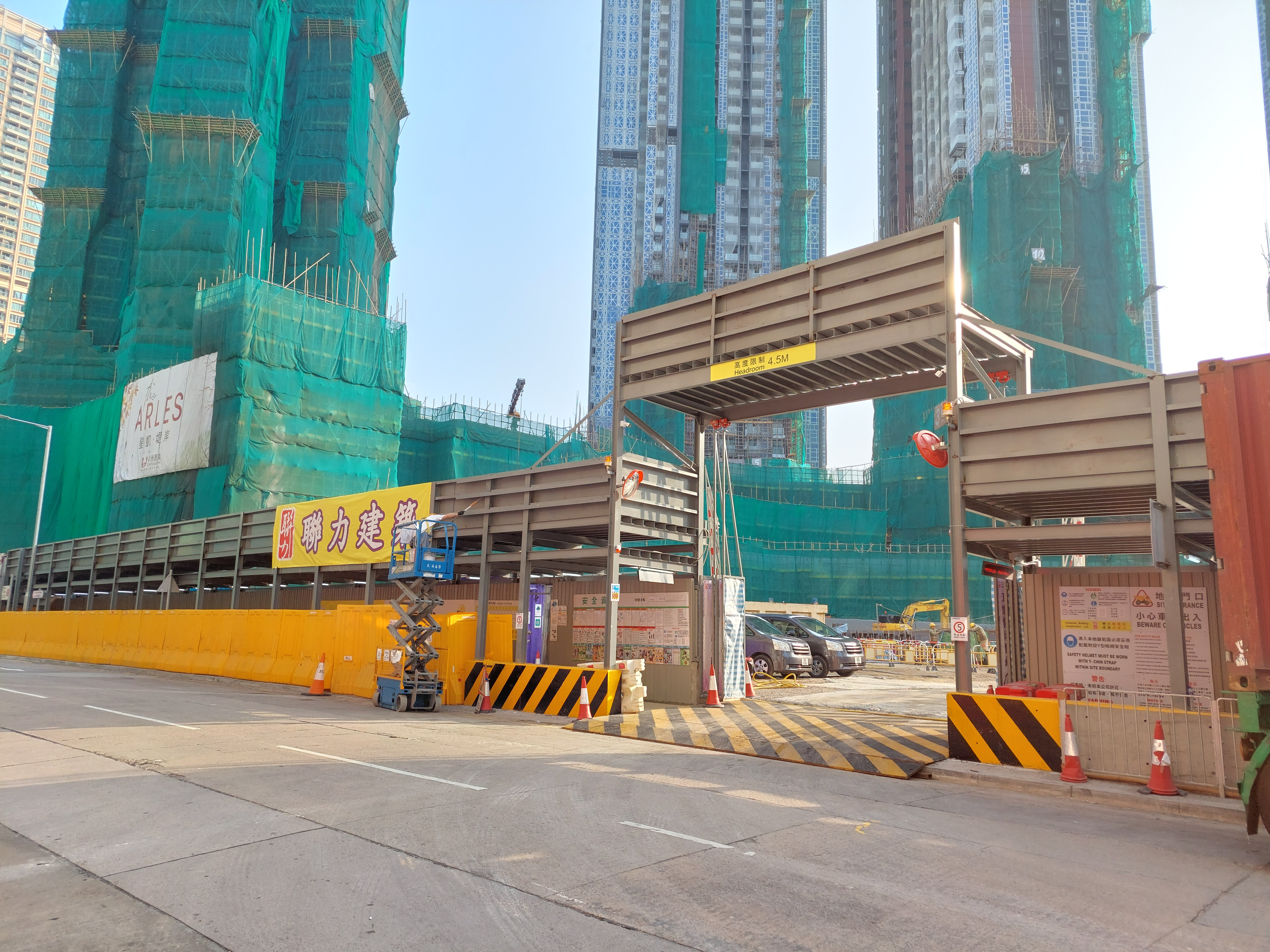
準備開始打樁，2022年1月
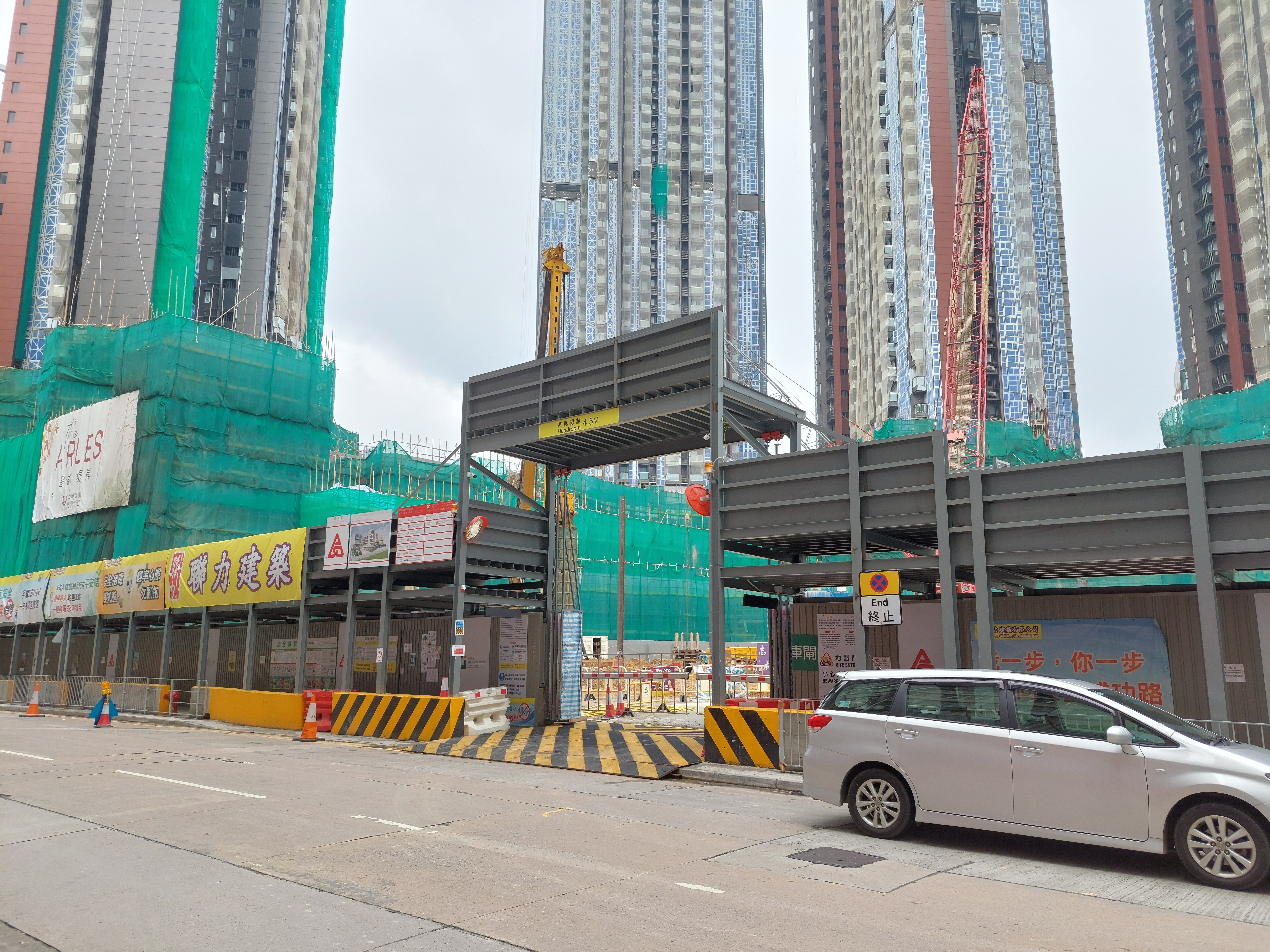
2022年3月
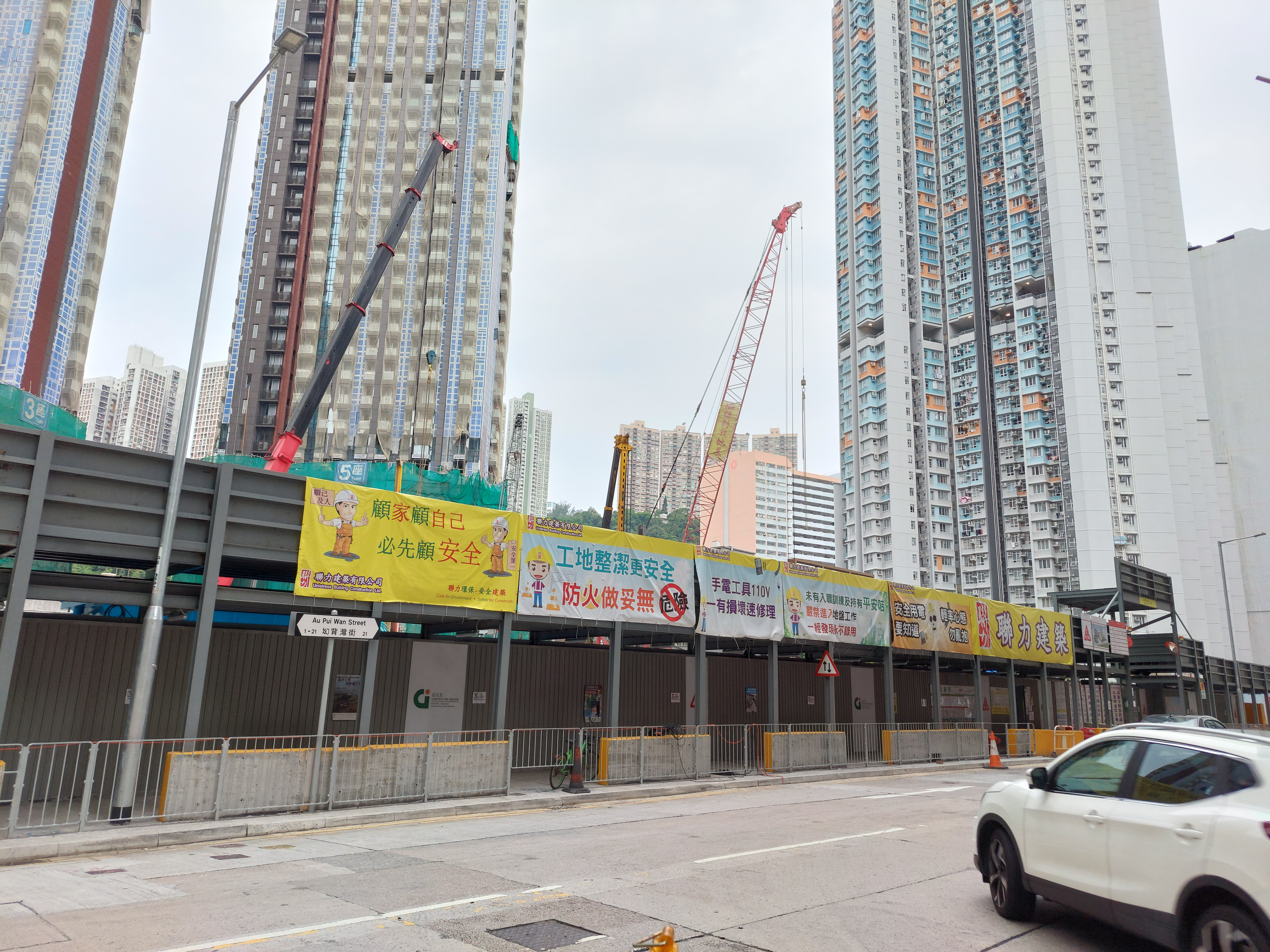
2022年5月
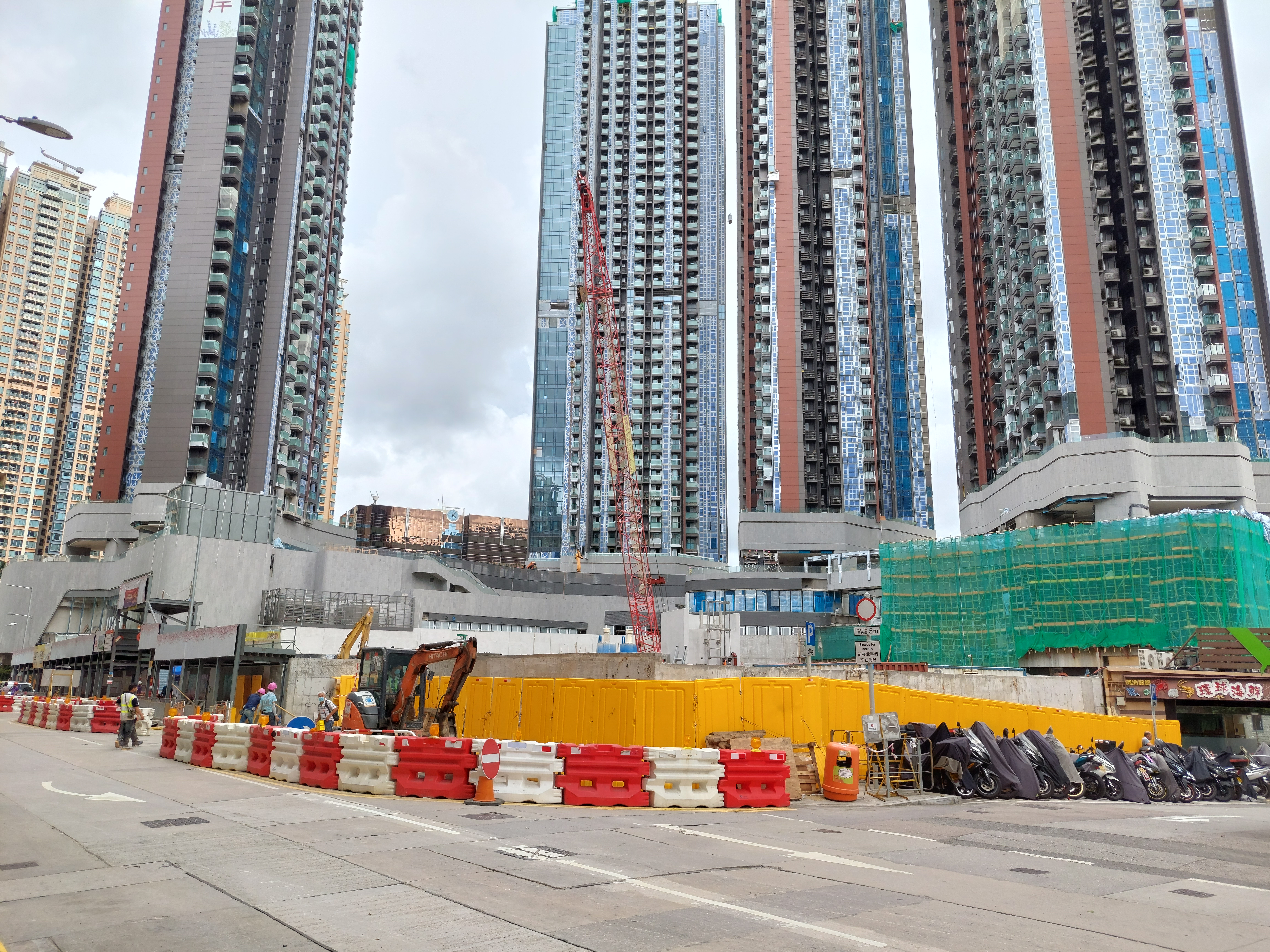
2022年7月
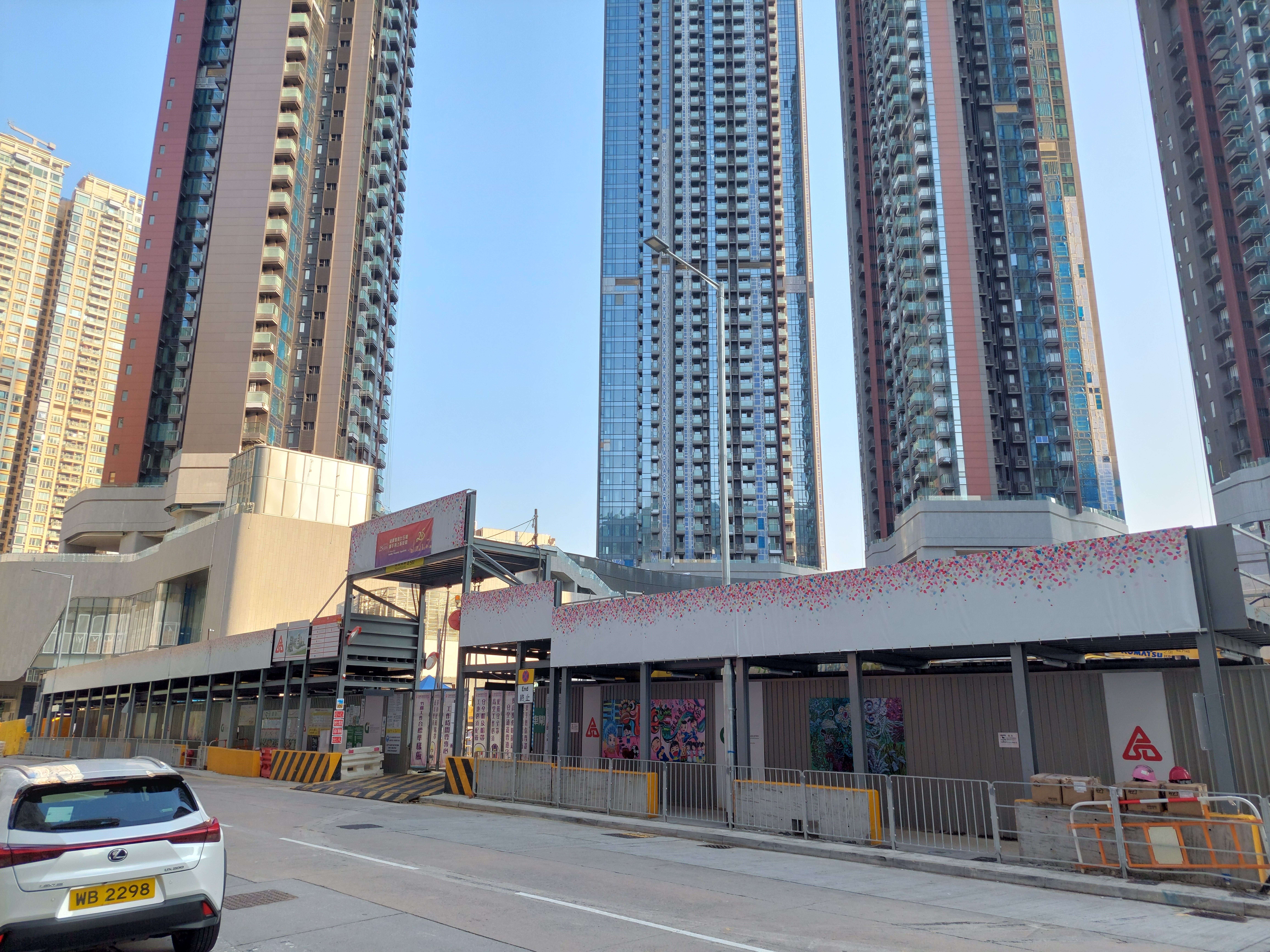
2022年9月
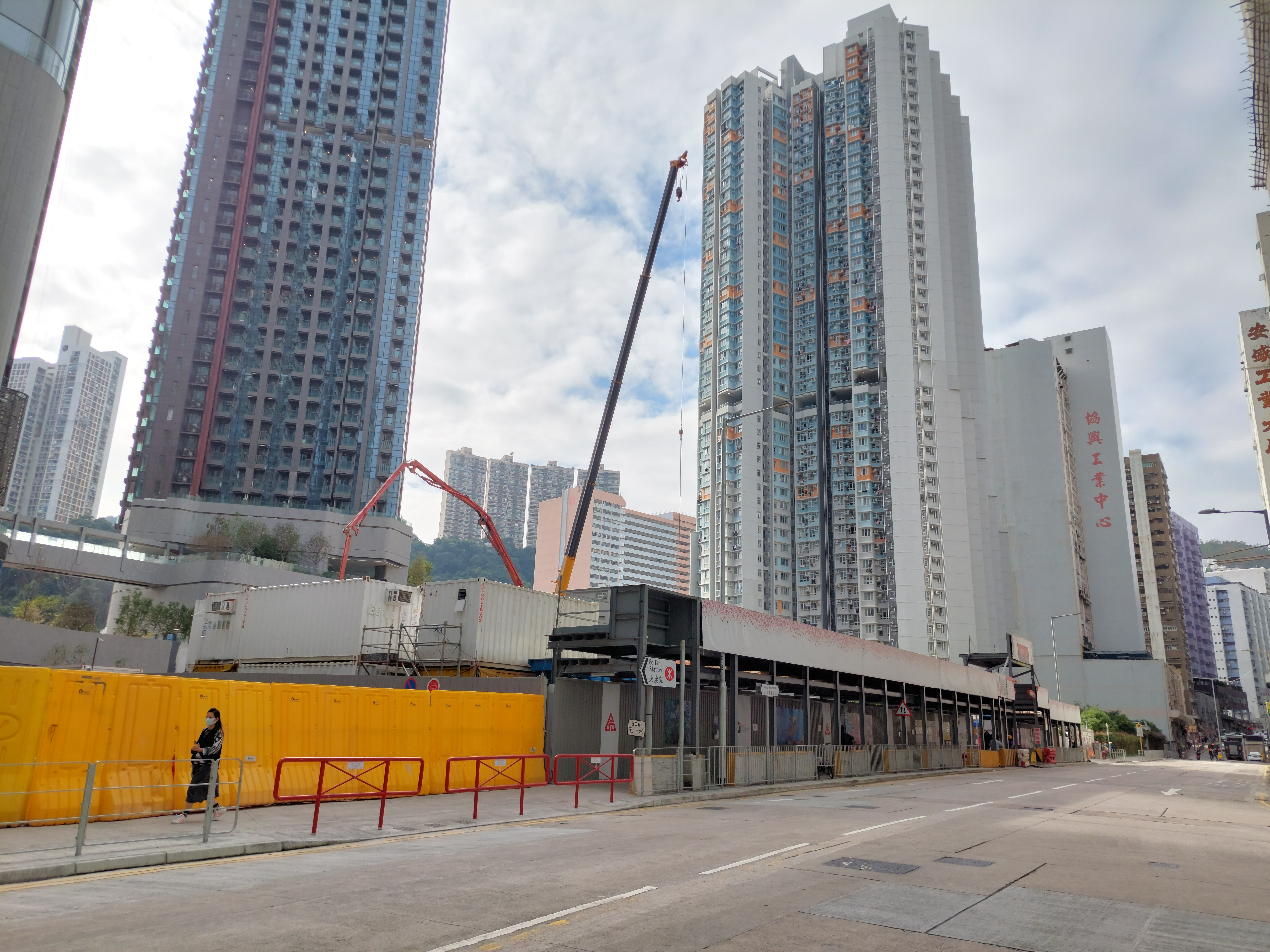
正安裝天秤，2022年12月
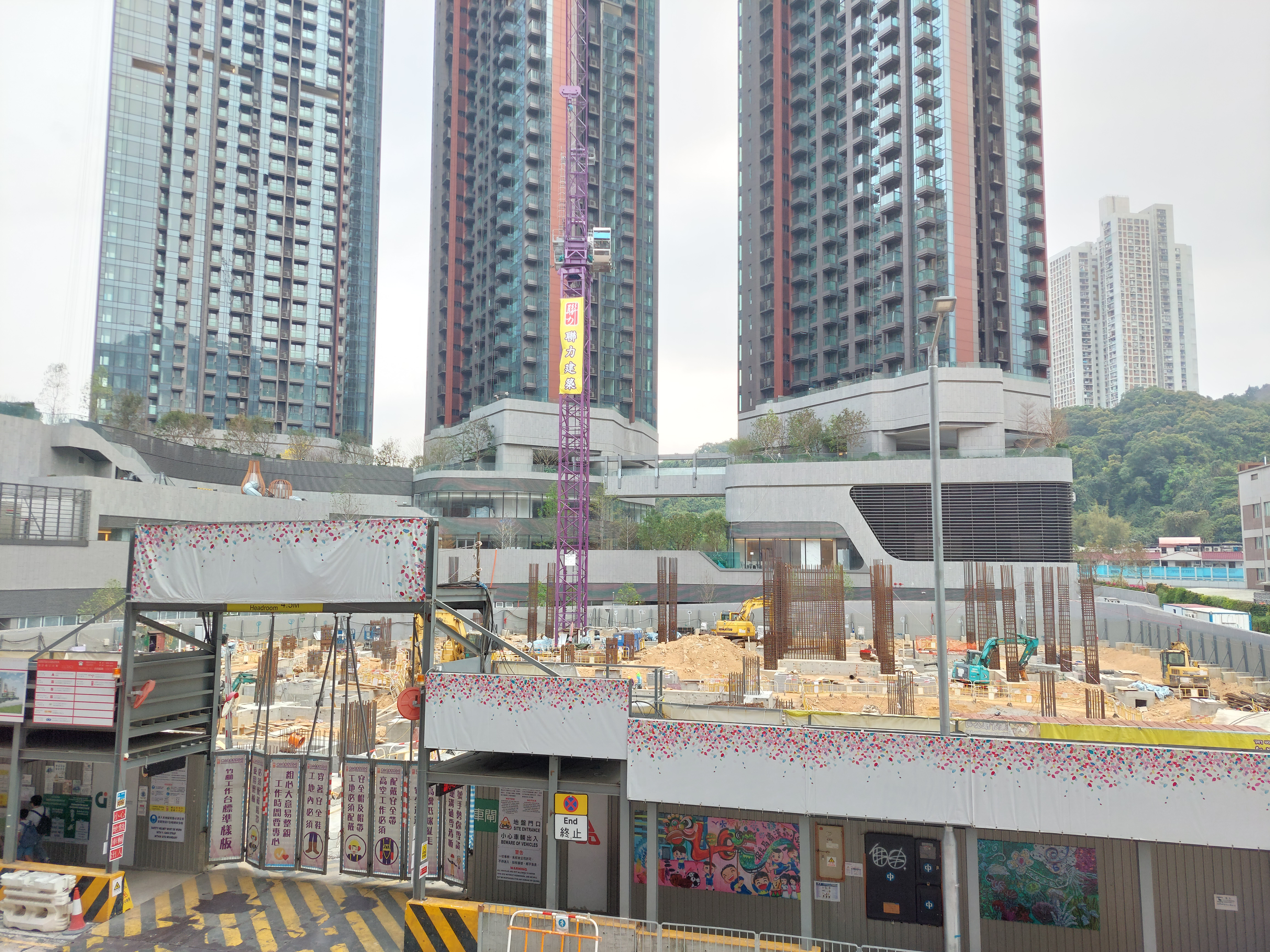
興建首層，2023年3月
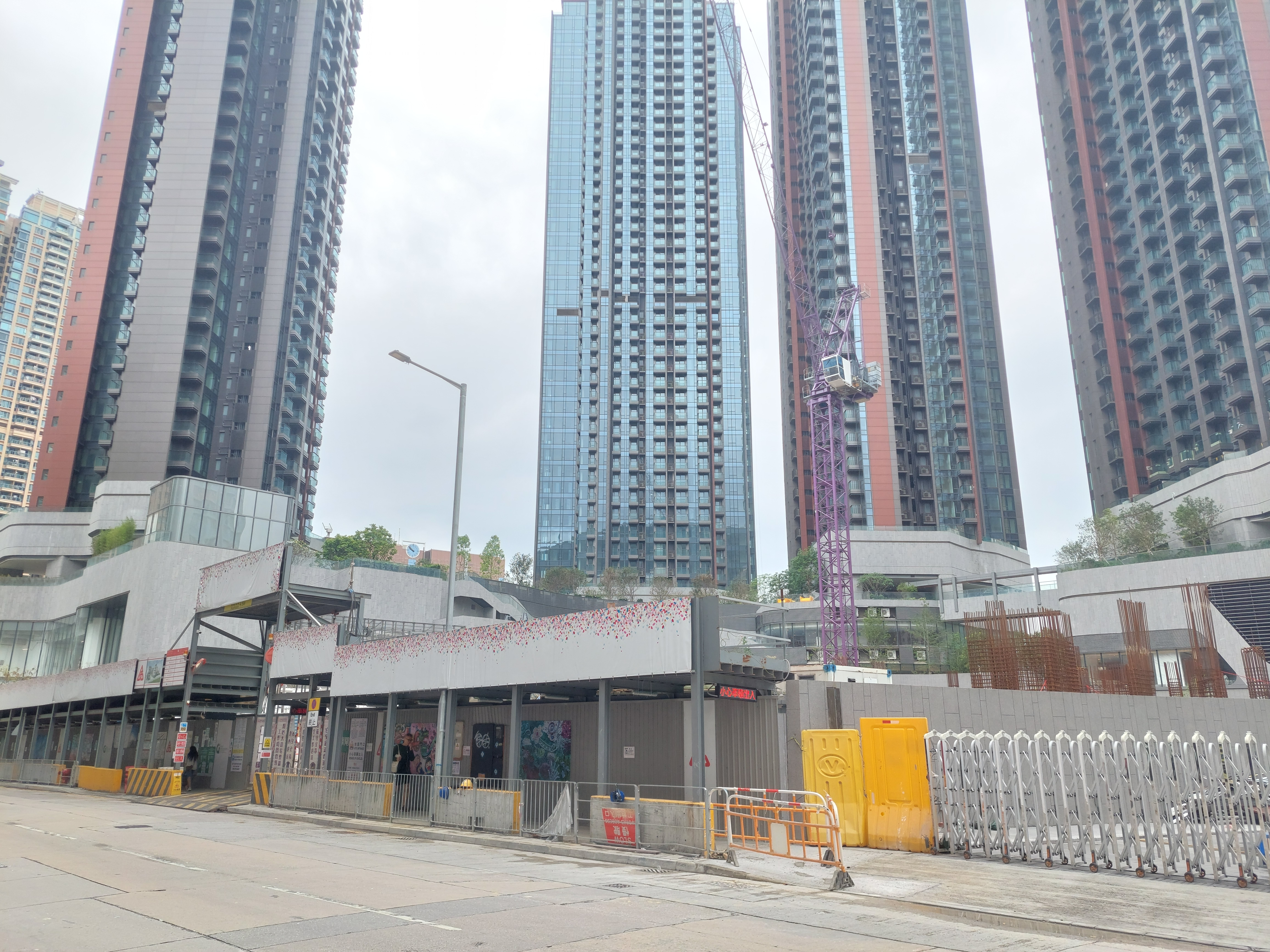
2023年5月
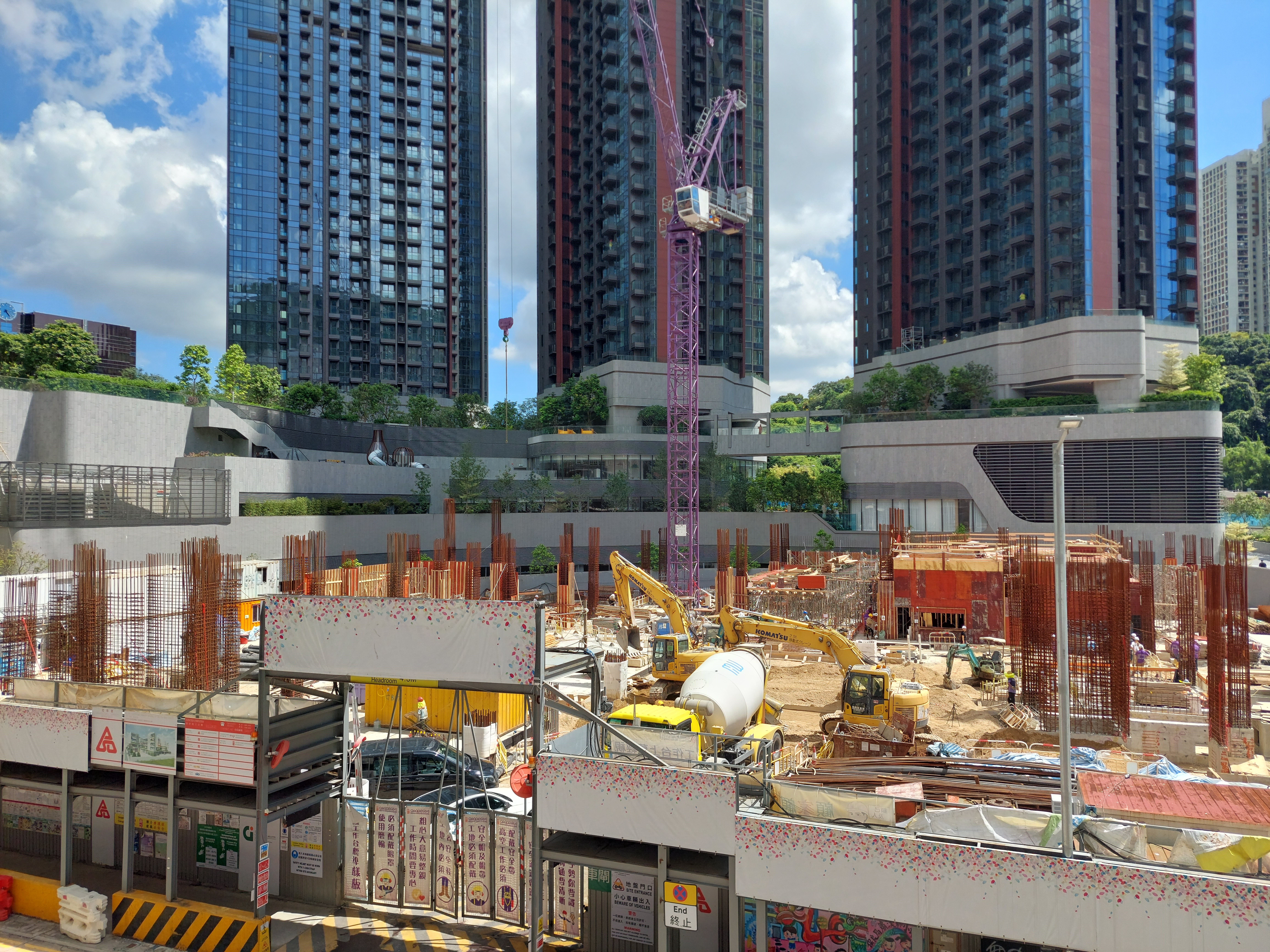
2023年7月
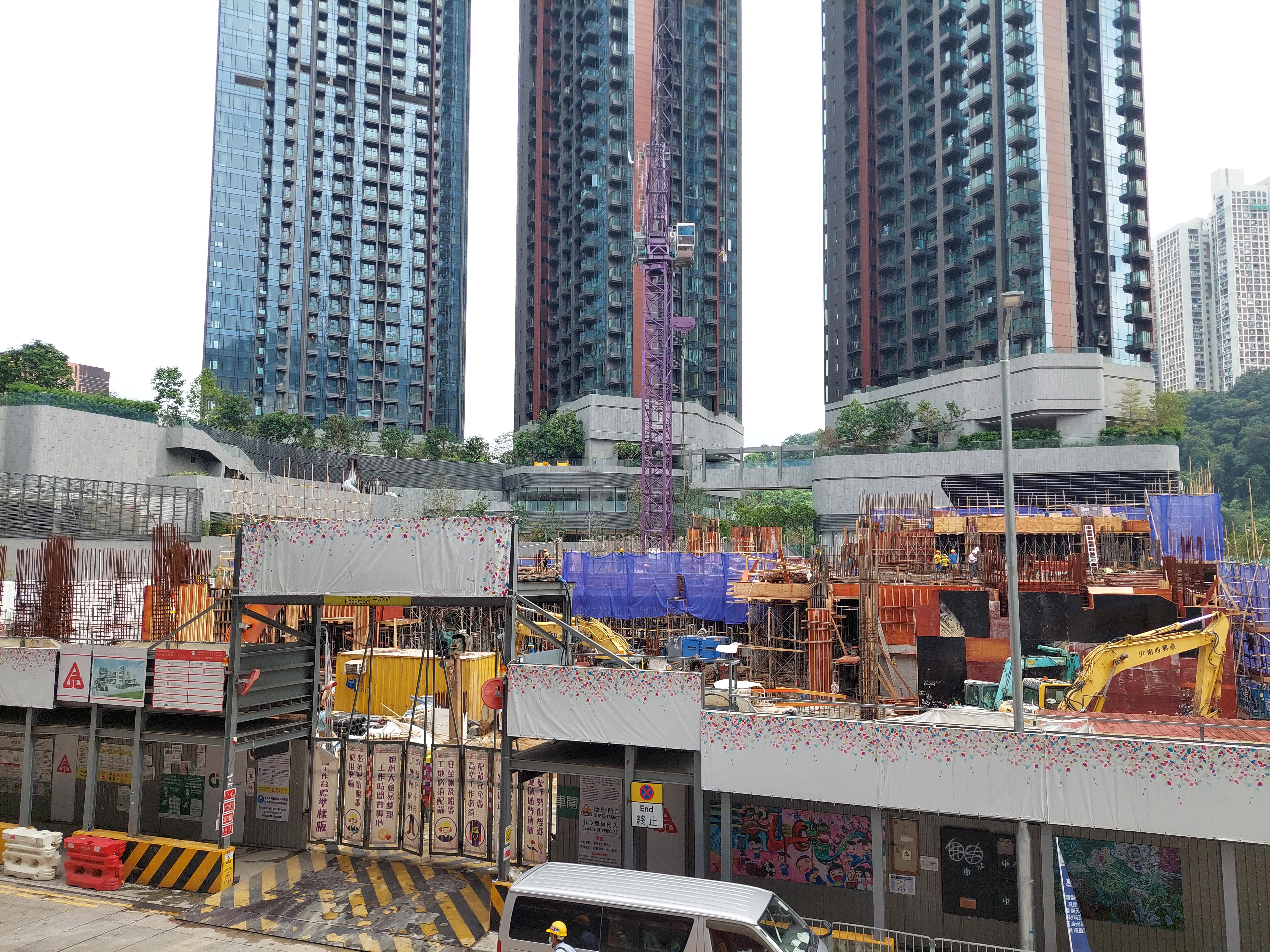
2023年9月
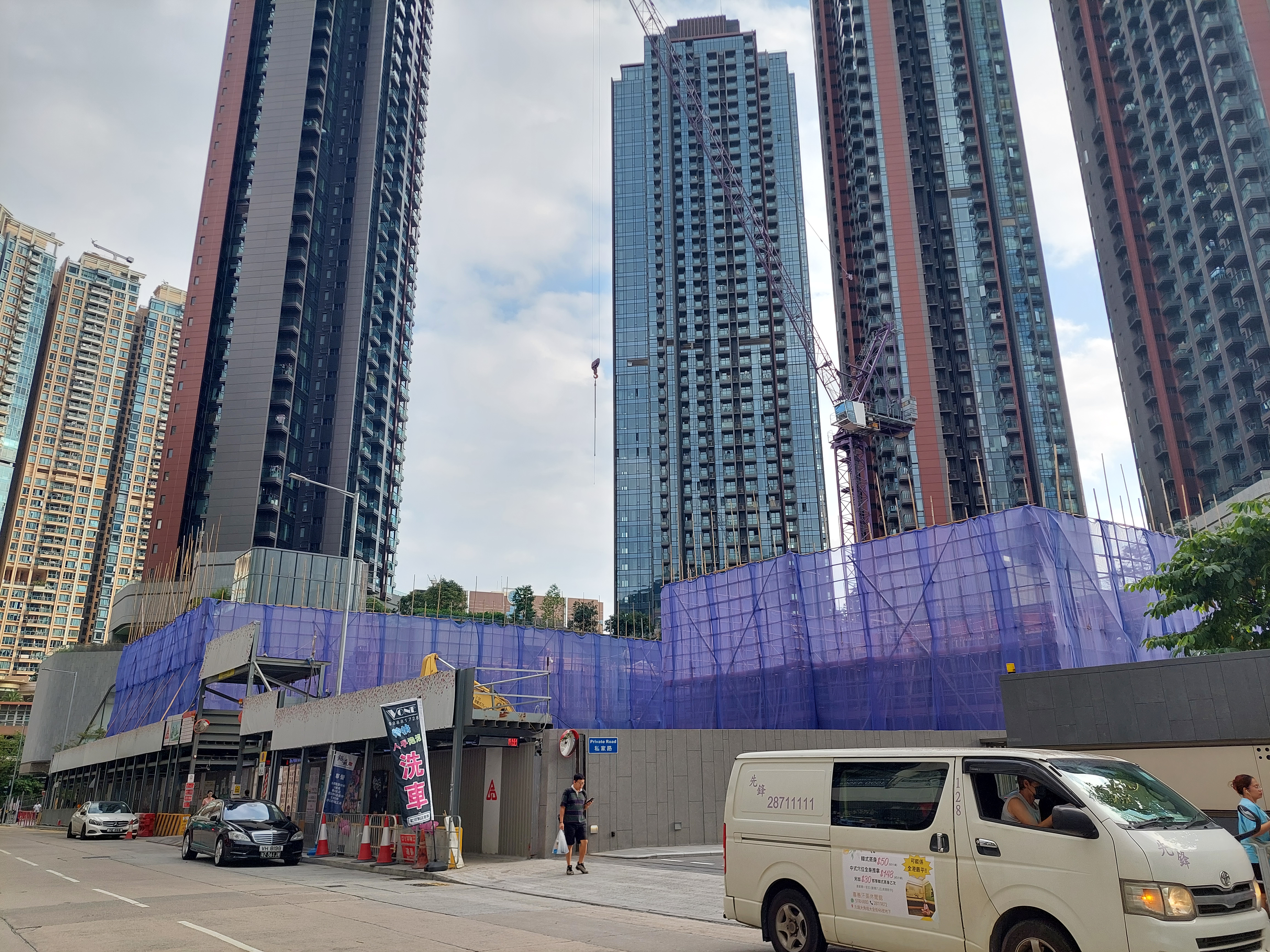
建至1樓，2023年11月
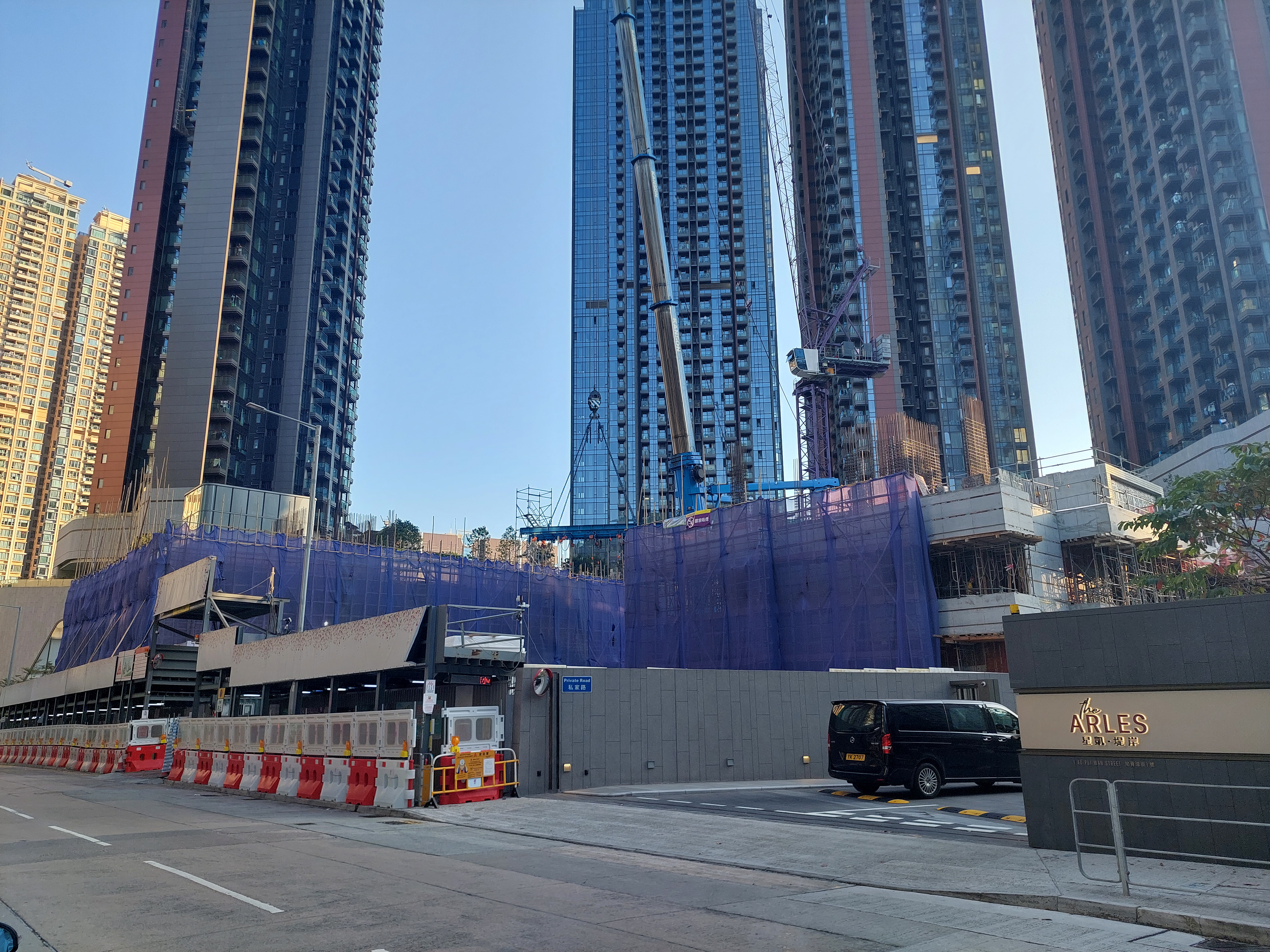
開始吊裝預製課室，2024年1月
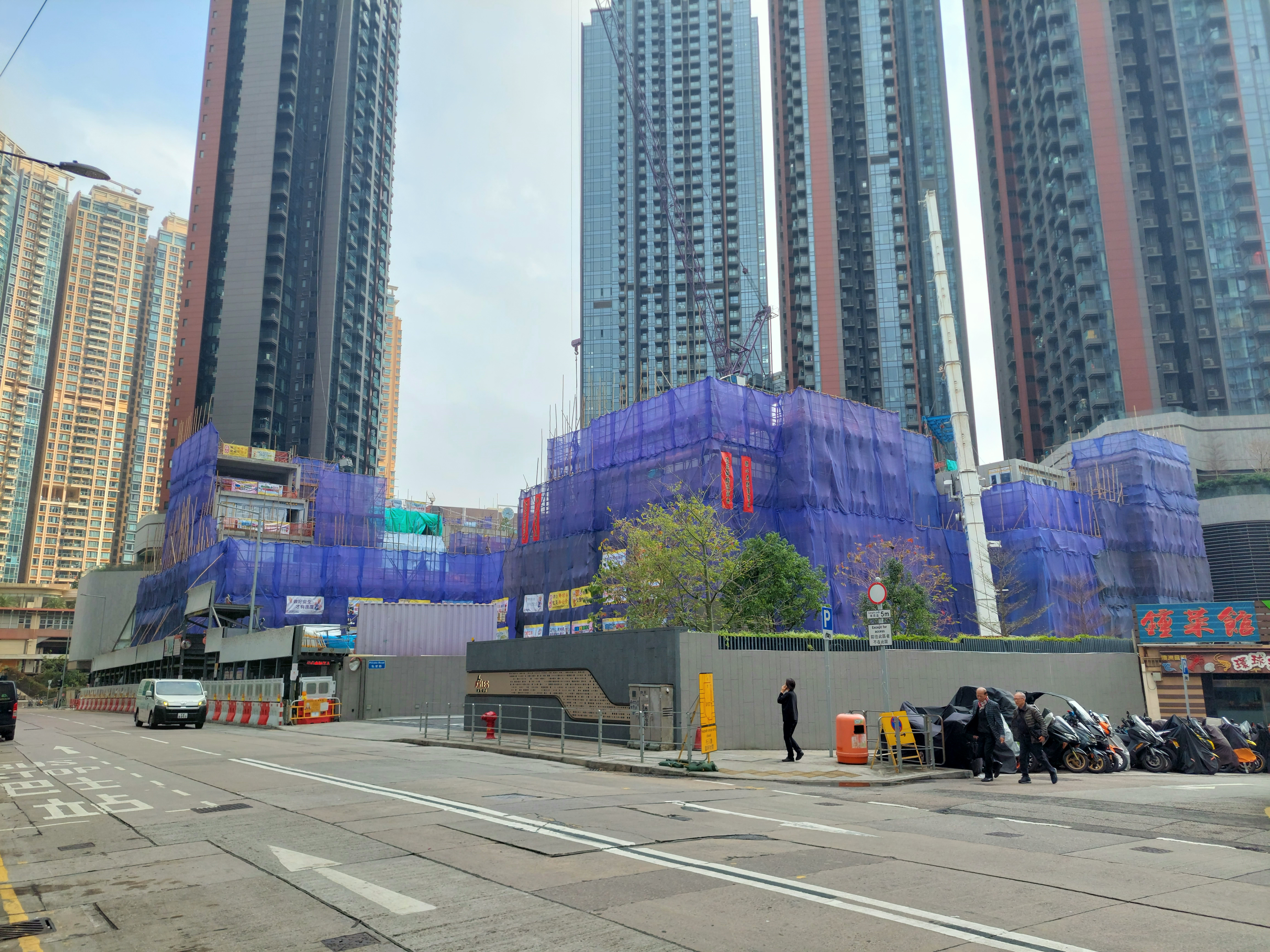
建至4樓，2024年3月
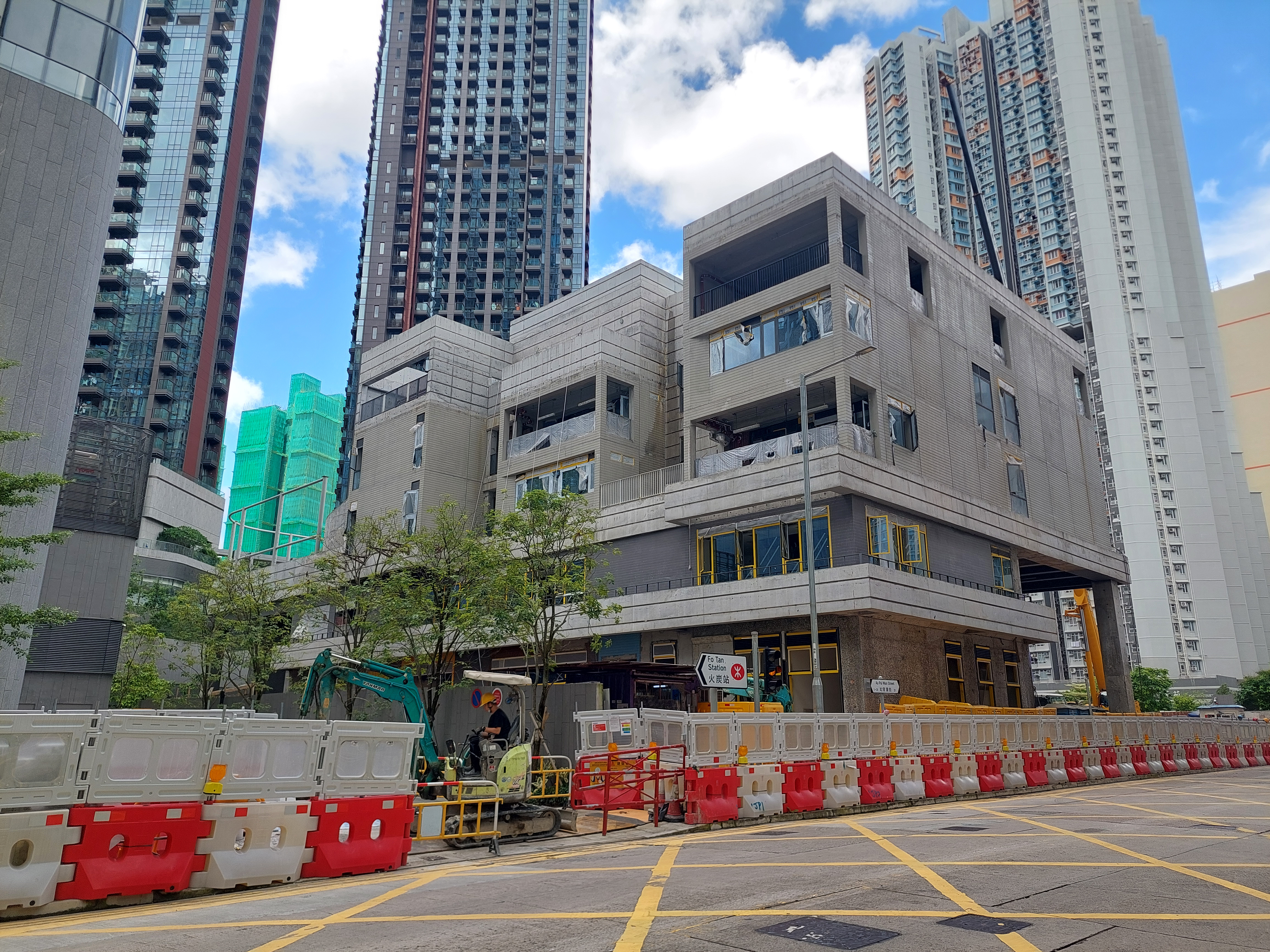
已封頂及拆棚，2024年7月

## 著名校友
- 古巨基：香港著名歌手
- 何南慧：香港女子游泳運動員

## 註解
1. ↑  2021/22年度數字[2]
2. ↑  後來牽涉問題公屋事件而入獄
3. ↑  另外三座分別是五旬節聖潔會永光小學、中華基督教會全完第一小學及香港道教聯合會雲泉學校，當中此校是第三座動工的同類校舍

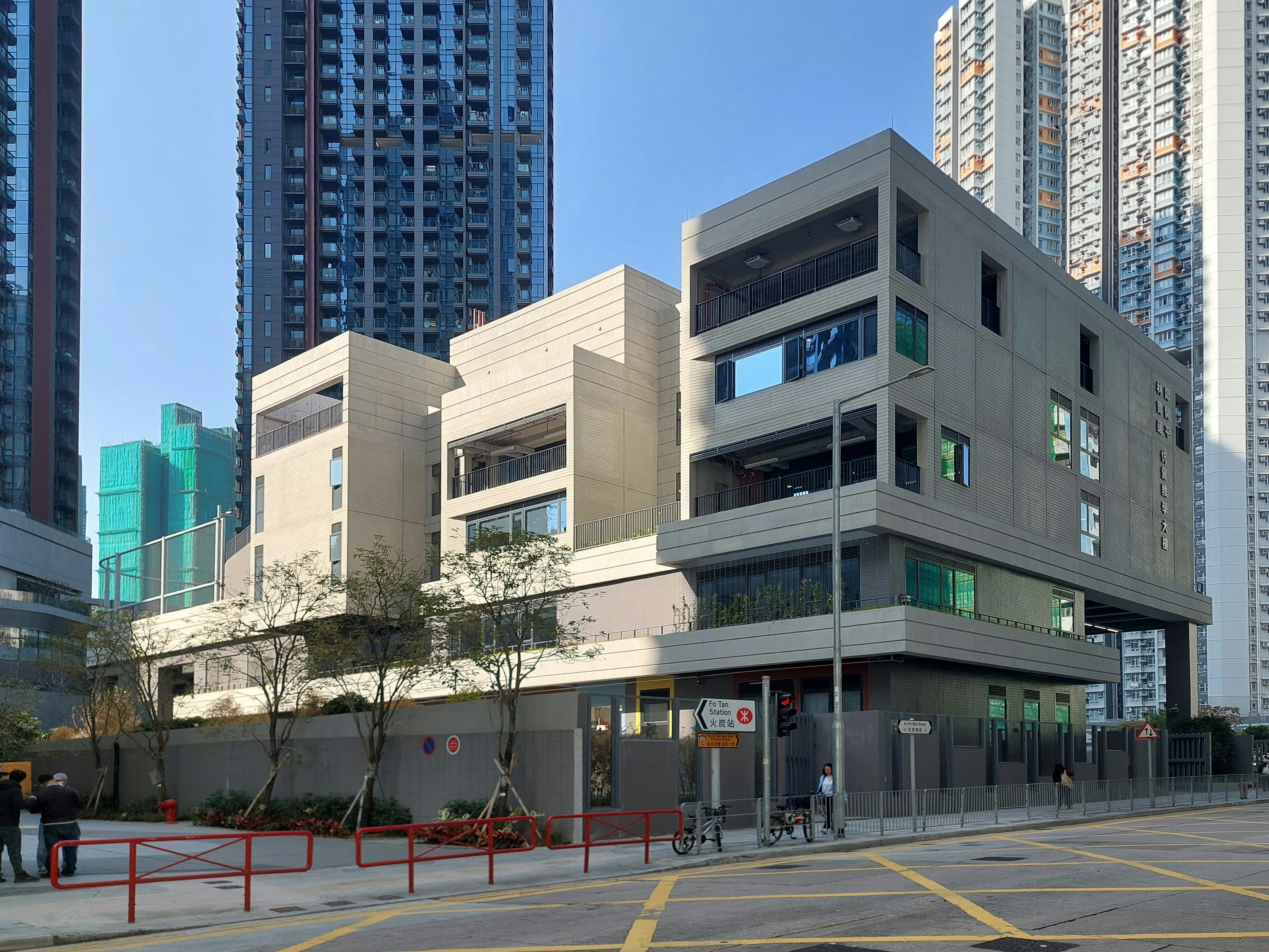

## 外部連結
- 保良局蕭漢森小學官方網站 （页面存档备份，存于）